# Vinci Vogue Anžlovar
Vinci Vogue Anžlovar [vínci vôu̯g- ánžlovar] (rojen kot Tomaž Anžlovar), slovenski režiser, scenarist, skladatelj, montažer in igralec, * 19. oktober 1963, Ljubljana, † 1. december 2024.
Anžlovarjev film Babica gre na jug iz leta 1991 je prvi slovenski celovečerni film v samostojni Sloveniji. Po letu 2015 se je odločil, da ne bo več režiser in je raje postal taksist v mestnem prometu. Kljub temu je kasneje posnel še dva filma.

## Zasebno
Rodil se je kot Tomaž Anžlovar Marku in Hildi (Inge), nekdanji miss Slovenije.
Živel je v Višnji Gori. Njegova hči je umetnica Rosa Lux (* 1985), poleg nje je imel še tri sinove (rojeni 2004, 2007, 2010).
Več let se je boril z amiotrofično lateralno sklerozo.

## Filmografija

### Celovečerni filmi
1. Babica gre na jug (1992)
2. Oko za oko (znan tuki kot: Gypsy Eyes / Cigankine oči / C.I.A. Trackdown) (1993)
3. Poker (2001)
4. Vampir z Gorjancev (17. december 2008)
5. Dedek gre na jug (2021)
6. Tartinijev Ključ (2024)

### Dokumentarni filmi
1. Selfie brez retuše (2015)[4]

### Kratki filmi
1. Portret pesnika: Brane Bitenc (1988, scenarist, režiser)
2. Moira (1989, režiser)
3. Janez Pavarotti - Pojoča žaba / Janez Pavarotti - The Singing Frog (1990, režiser)
4. Mami za praznik (1994, režiser)
5. Zadnji tango v Parizu (1994, režiser)
6. Govor kapetana Djuraskovića (1995, režiser)
7. Žena francoskega poročnika (1995, režiser)
8. Vohuna (1995, režiser)
9. Lucky Number (1997, scenarist, režiser, komponist)
10. Sec(k)ret (2000, scenarist, komponist, režiser, scenograf)

### TV serije
- Naša mala klinika (2004–2007)
- Več po oglasih (2016)

## Vloge
1. Ko zorijo jagode (statist)
2. Trije prispevki k slovenski blaznosti (statist)
3. Revolution in the Zoo (Trobentač)
4. Usodni telefon (Igor)
5. Slike za njo (Caligula)
6. Babica gre na jug (Bobnar)
7. Lucky Number (šofer)
8. Blues za Saro (mehanik)
9. Vrtičkarji (Mr. Preobleka)
10. Poker (Angel)
11. Gipsy Eyes (Bad guy)
12. Tartinijev Ključ (Klošar)

### Glasba
1. Zakaj jih nisem vse postrelil (režija Miha Hočevar)
2. Opera (režija Diego Gomez)
3. Slike za njo (gledališka predstava)
4. Babica gre na jug
5. Poker
6. (A)Torzija
7. Dedek gre na jug (soavtor)